# Martin Holtzhey
Martin Holtzhey (Ulm, 1697 – Middelburg, 1764) német éremművész, éremgyűjtő, aki elsősorban hollandiai munkásságáról ismert.

## Életútja
Johann Georg Holtzhey édesapja. Hágában, Amszterdamban, Harderwijkben és Middelburgban dolgozott. 1722-ben belépett az amszterdami lutheránus közösségbe. 1725-ben nősült, s még ugyanebben az évben tagja lett az ezüstművesek céhének. A következő évben megszületett fia Johann Georg. Különleges alkalmakra, évfordulókra készített érméket. Elkészült érméi mellé rendszeresen egy magyarázatot mellékelt azok szimbolikájáról. Ezt a hagyományt később fia is folytatta. Érméi nagy népszerűségnek örvendtek a felvilágosodás gazdag követői között. Érméit többek között Pieter Teyler van der Hulst is gyűjtötte, s ezek napjainkban a Teylers Múzeumban vannak kiállítva. 1749-ben műhelyének vezetését fiára bízta és Harderwijkba költözött, ahol elfoglalta a gelderlandi pénzverde igazgatói állását. Egy katalógust is összeállított munkáiból Catalogus der medailles of gedenkpenningen betrekking hebbende op de voornaamste historien der Vereenigde Nederlanden címen.